# Atletismo nos Jogos Pan-Americanos de 1959 - 400 m masculino
A prova dos 400 m masculino nos Jogos Pan-Americanos de 1959 foi realizada em Chicago, Estados Unidos.

## Medalhistas
| Ouro                    | Prata                            | Bronze                     |
| George Kerr JAM Jamaica | Basil Ince TRI Trinidad e Tobago | Malcolm Spence JAM Jamaica |

## Resultados
| Posição           | Nome           | Nacionalidade         | Tempo | Notas |
| ----------------- | -------------- | --------------------- | ----- | ----- |
| Medalha de ouro   | George Kerr    | JAM Jamaica           | 46.1  |       |
| Medalha de prata  | Basil Ince     | TRI Trinidad e Tobago | 46.4  |       |
| Medalha de bronze | Malcolm Spence | JAM Jamaica           | 46.6  |       |
| 4                 | Dave Mills     | USA Estados Unidos    | 46.7  |       |
| 5                 | Ivan Rodriguez | PUR Porto Rico        | 47.0  |       |
| 6                 | Jack Yerman    | USA Estados Unidos    | 47.9  |       |